# 京都市立伏見南浜小学校
京都市立伏見南浜小学校（きょうとしりつ ふしみみなみはましょうがっこう）は、京都市伏見区にある公立小学校。創立100年を超え、伏見区有数の歴史を持つ。

## 概要
中学校区は桃陵中学校であり、1つの小学校の卒業生だけが1つの中学校へ入学している。
北門の桜の木は、京都学校名木100選にも選ばれており、観光客が来ることもある。

## 交通アクセス
- 京阪本線中書島駅
- 京阪本線伏見桃山駅

## 沿革
明治5年11月26日、土佐藩邸跡に創立。（第2尋常小学校）

## 著名な出身者
- 長田孝幸（プロ野球コンディショニングコーチ）[1]

## 通学区域が隣接している学校
- 京都市立桃山小学校
- 京都市立伏見板橋小学校
- 京都市立下鳥羽小学校
- 京都市立横大路小学校
- 京都市立向島秀蓮小中学校
- 京都市立向島小学校